# Gina Lückenkemper
Gina Lückenkemper, née le 21 novembre 1996 à Hamm, est une athlète allemande, spécialiste du sprint.

## Biographie

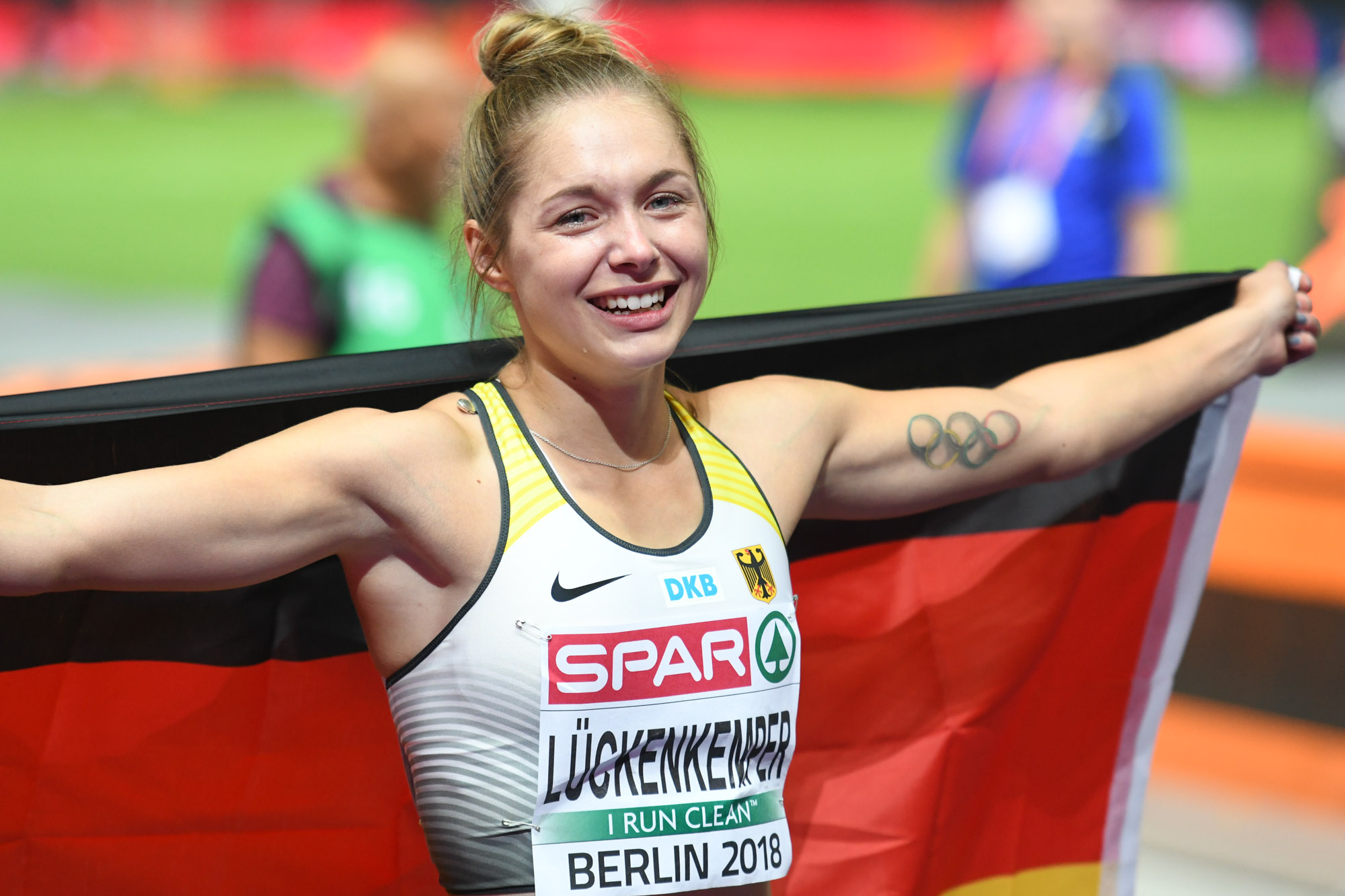
Gina Lückenkemper aux championnats d'Europe 2018.

Elle fait son apparition sur la scène internationale aux championnats du monde juniors 2012 en étant à 15 ans la plus jeune de tous les participants et atteignant les demi-finales. En 2013, elle participe aux championnats du monde jeunesse 2013 et atteint la 5e place sur le 200 mètres. Lors des championnats du monde juniors 2014 , elle  termine huitième en individuel et remporte avec l'Allemagne la médaille de bronze du relais 4 × 100 mètres avec Lisa Marie Kwayie, Lisa Mayer et Chantal Butzek (de). En 2015, elle participe au 100 mètres des Championnats du monde 2015.
En 2016, l'Allemande établit un record personnel sur 100 m le 28 mai (11 s 13) puis sur 200 m le 5 juin (22 s 67). Ce même jour, elle contribue au 42 s 00 de l'Équipe d'Allemagne sur le relais 4 × 100 m.
Le 7 juillet, Lückenkemper remporte sa 1re médaille internationale séniore lors des Championnats d'Europe d'Amsterdam où elle décroche le bronze sur 200 m en 22 s 74, derrière la Britannique Dina Asher-Smith (22 s 38) et la Bulgare Ivet Lalova-Collio (22 s 52). Avec le relais 4 × 100 m, l'Allemande obtient une nouvelle médaille de bronze en 42 s 47, derrière les Pays-Bas (42 s 04) et le Royaume-Uni (42 s 45).
Le 18 février 2017, elle remporte le titre de championne d'Allemagne sur 60 m en 7 s 14, record personnel. Elle devance Rebekka Haase (7 s 16) et Lisa Mayer (7 s 18).
Le 5 août 2017, en séries des championnats du monde de Londres, Gina Lückenkemper créée la sensation en réalisant le temps de 10 s 95, passant pour la première fois sous la barrière des 11 secondes. Elle est par ailleurs la première Allemande à descendre sous les 11 secondes depuis Katrin Krabbe en 1991.
Le 7 août 2018, lors des championnats d'Europe de Berlin, elle établit son meilleur chrono de la saison lors des demi-finales en 10 s 98. Plus tard dans la soirée, l'Allemande, évoluant à domicile, décroche la médaille d'argent, à nouveau en 10 s 98, derrière la Britannique Dina Asher-Smith (10 s 85). Elle devance par ailleurs la double tenante du titre Dafne Schippers (10 s 99). Cinq jours plus tard, avec le relais 4 x 100 m, elle décroche la médaille de bronze en 42 s 23, derrière le Royaume-Uni (41 s 88) et les Pays-Bas (42 s 23).
Lors des championnats du monde 2022, à Eugene, elle remporte la médaille de bronze relais 4 × 100 m, devancée par les États-Unis et la Jamaïque.
Trois semaines plus tard, le 16 août 2022, à l'occasion des championnats d'Europe à Munich, elle s'offre le titre européen sur le 100 m en devançant sur la ligne Mujinga Kambundji et Daryll Neita en 10 s 99. Cinq jours plus tard, elle signe un doublé sur le relais 4 × 100 m avec ses compatriotes Alexandra Burghardt, Lisa Mayer et Rebekka Haase en 42 s 36.

## Palmarès
| Date | Compétition                       | Lieu             | Résultat | Épreuve   | Temps         |
| ---- | --------------------------------- | ---------------- | -------- | --------- | ------------- |
| 2013 | Championnats du monde cadets      | Donetsk          | 5e       | 200 m     | 23 s 53       |
| 2014 | Championnats du monde juniors     | Eugene           | 8e       | 200 m     | 23 s 50       |
| 2014 | Championnats du monde juniors     | Eugene           | 3e       | 4 × 100 m | 44 s 65       |
| 2015 | Championnats d'Europe juniors     | Eskilstuna       | 1re      | 200 m     | 22 s 41       |
| 2015 | Championnats du monde             | Pékin            | 5e       | 4 × 100 m | 42 s 64       |
| 2016 | Championnats d'Europe             | Amsterdam        | 3e       | 200 m     | 22 s 74       |
| 2016 | Championnats d'Europe             | Amsterdam        | 3e       | 4 × 100 m | 42 s 48       |
| 2016 | Jeux olympiques                   | Rio de Janeiro   | 4e       | 4 × 100 m | 42 s 10       |
| 2017 | Relais mondiaux de l'IAAF         | Nassau           | 2e       | 4 × 200 m | 1 min 30 s 68 |
| 2017 | Championnats d'Europe par équipes | Lille            | 2e       | 100 m     | 11 s 35       |
| 2017 | Championnats d'Europe par équipes | Lille            | 1re      | 4 × 100 m | 42 s 47       |
| 2017 | Championnats du monde             | Londres          | 4e       | 4 × 100 m | 42 s 36       |
| 2018 | Championnats d'Europe             | Berlin           | 2e       | 100 m     | 10 s 98       |
| 2018 | Championnats d'Europe             | Berlin           | 3e       | 4 × 100 m | 42 s 23       |
| 2019 | Relais mondiaux de l'IAAF         | Yokohama         | 3e       | 4 × 100 m | 43 s 68       |
| 2019 | Ligue de diamant                  | Ligue de diamant | 8e       | 100 m     | 11 s 45       |
| 2019 | Championnats du monde             | Doha             | 5e       | 4 × 100 m | 42 s 48       |
| 2022 | Championnats du monde             | Eugene           | 3e       | 4 × 100 m | 42 s 03       |
| 2022 | Championnats d'Europe             | Munich           | 1re      | 100 m     | 10 s 99       |
| 2022 | Championnats d'Europe             | Munich           | 1re      | 4 x 100 m | 42 s 34       |
| 2023 | Championnats du monde             | Budapest         | 6e       | 4 x 100 m | 42 s 98       |
| 2024 | Championnats d'Europe             | Rome             | 5e       | 100 m     | 11 s 07       |
| 2024 | Jeux olympiques                   | Paris            | 3e       | 4 x 100 m | 41 s 97       |

## Records
| Épreuve   | Épreuve | Temps   | Lieu       | Date               |
| --------- | ------- | ------- | ---------- | ------------------ |
| Salle     | 60 m    | 7 s 11  | Dortmund   | 21 janvier 2018    |
| Salle     | 200 m   | 23 s 69 | Halle      | 01 mars 2014       |
| Plein air | 100 m   | 10 s 93 | Berlin     | 1er septembre 2024 |
| Plein air | 200 m   | 22 s 67 | Ratisbonne | 5 juin 2016        |